# Ivan III. Vasiljevič
Ivan III. Vasiljevič ali Ivan Veliki (rusko Иван III Васильевич ali Иван Великий), moskovski veliki knez, *  23. januar 1440, Moskva, † 27. oktober 1505, Moskva.
Ivan III., ki je Veliki moskovski kneževini vladal od leta 1462, velja za združitelja Rusije. Brez milosti je uničil  republiko Novgorod in odstranil množico malih knezov, njihovo ozemlje pa vključil v svojo državo, katere površino je potrojil. Ustvaril je močno vojsko, opremljeno s puškami in topovi. Zlomil je dotlej nepremagljivo Litvo in Veliko moskovsko kneževino osvobodil mongolskega jarma. Poroka s potomko bizantinskih cesarjev je še povečala njegov ugled. Postavil je upravne temelje centralizirane ruske države. Obnovil je Kremelj in se začel imenovati "veliki knez vse Rusije".

## Mladost
Ivan III. je bil najstarejši od petih preživelih sinov moskovskega velikega kneza Vasilja II. Rodil se je v času, ko je njegov oče branil svojo velikoknežjo oblast proti upornemu stricu in njegovim sinovom. Leta 1446, ko so nasprotniki ujeli njegovega očeta in ga oslepili, je tudi šestletni Ivan prišel v roke nasprotnikov. Vendar je slepi oče uspel zbrati svoje pristaše in premagati nasprotnike; leta 1449 je k vladanju pritegnil devetletnega Ivana. Ivan se je dvanajstleten poročil s tversko princeso i formalno vodil pohod na daljni sever proti preostalim očetovim sovražnikom. Osemnajstleten se je na jugu uspešno bojeval proti Tatarom. Po očetovi smrti je postal moskovski veliki knez.

## Združitelj ruskih ozemelj
V času, ko je Ivan III. prevzel oblast, je bilo rusko ozemlje razdrobljeno na številne kneževine. Knezi niso bili enotni, med seboj so se spopadali in mnogi so iskali povezave s sosednjimi Litvanci. Ivan je takoj pokazal svojo odločnost, da misli ruske kneževine združiti s trdo roko.
Potem ko se mu je leta 1463 prvi podredil jaroslavski knez, se je Ivan lotil podrejanja Novgoroda, ki ga je imel za "svojo domovino", pri čemer se je skliceval na Aleksandra Nevskega, ki je bil Ivanov direktni praoče v 7. kolenu. Novgorod je bil tedaj najbogatejše, gospodarsko in kulturno najbolj razvito rusko mesto ("oče Rusije", če je bil Kijev "mati Rusije"; 80% prebivalcev je bilo pismenih, medtem ko v Moskvi skoraj nič). Proti severu je obvladoval ozemlje vse do Belega morja. Njegovi trgovski interesi so se križali z moskovskimi.
Novgorodu je vladala močna protimoskovska opozicija, ki je s poljsko-litvanskim kraljem Kazimirjem IV. Andrejem sklenila pogodbo o vojaški zaščiti pred Moskvo. Tega Ivan ni mogel trpeti. Leta 1471 je osebno povedel proti Novgorodu veliko vojsko in 14. julija v Korostenski bitki (na desni obali reke Šelon) porazil novgorodsko-litvansko vojsko. V bitki je padlo 12.000 vojakov, preživele pristaše Litvancev pa je kruto kaznoval. Sámo mesto Novgorod so tedaj enake usode rešili svečeniki, ki so prosili Ivana, naj ustavi vojsko. Novgorodska republika je prišla v skoraj popolno odvisnost od Moskve, samouprava, ki ji je ostala, je bila bolj simbolična.
A ker Novgorod še vedno ni kazal dovolj ponižnosti, je Ivan leta 1475 dva meseca osebno sodil svojim nasprotnikom v mestu (zaradi pretežno izmišljenih obtožb). Leta 1478 ga je ponovno obkolil z vojsko in ga to pot popolnoma podredil Moskvi. Kljub temu je še naprej prihajalo do občasnih ponovnih uporov in posledično Ivanovih čistk. S časom je mesto izgubilo tudi svojo ekonomsko moč.
Leta 1474 je Ivan kupil kneževino Rostov.
Leta 1483 je knez Rjazana (sicer sin Ivanove sestre Ane), takoj ko je nasledil očeta, Ivanu priznal popolno vazalno odvisnost (formalno je vladal še do leta 1500).
Leta 1485 je Ivan zasedel kneževino Tver, kjer je zavladal Ivanov najstarejši sin, tudi Ivan.
Leta 1489 se je Ivan zavzel nekdanjo avtonomno pokrajino republike Novgorod, Vjatko (danes Kirov).
Pskov je pokazal pripravljenost, da sodeluje z Ivanom proti njegovi sovražnikom, in je tako ohranil suverenost.
Ivan tudi do svojih bratov ni bil prizanesljivejši. Leta 1472, po smrti brata Jurija, je odvzel njegovim naslednikom mesta Dmitrov, Možajsk in Serpuhov. Leta 1481 je umrl njegov brat Andrej Mlajši, knez Vologodski in zapustil svojo kneževino Ivanu.
Leta 1491 je Ivan obtožil svojega brata Andreja Starejšega, da spletkari z Litvo, in ga vrgel v temnico. Andrej je leta 1493 v ječi umrl, Ivan pa je, po solzah na njegovem pogrebu, priključil njegove posesti (Uglič, Zvenigorod, Možajsk) Veliki moskovski kneževini. Tako je leta 1494, po smrti zadnjega brata Borisa, ostal Ivan III. edini gospodar ruskih ozemelj.
Raziskovalne in osvajalne odprave, ki so se na Ivanov ukaz začele leta 1465 v smeri Urala, je leta 1500 zaključil Semjon Kurbski z osvojitvijo porečja reke Pečore in Severnega Urala (pokrajina Jugra).

## Zunanja politika
Odnosi Velike moskovske kneževine s sosedi so bili v času vladanja Ivana III. zelo zapleteni in nejasni. Zlata horda na vzhodu, od katere je bila Moskovska kneževina formalno vazalsko odvisna, je bila zaradi notranjih sporov dovolj šibka, da ji Ivan ni plačeval davkov, vendar dovolj nevarna, da se je moral vesti do nje zelo previdno in diplomatsko. S kanom Krimskega kanata na jugu, Mengli I. Gerajem, ki se je tudi poskušal otresti nadvlade Zlate horde, je imel Ivan večinoma dobre odnose in je z njim sodeloval. Litva na zahodu, v personalni uniji s Poljsko, pa je bila za Moskovsko kneževino zelo moteča, saj je zasedala velik del nekdanjih ruskih ozemelj in je ob začetku Ivanove dobe segala vse do bližine Moskve.
Kazanski kan Ahmed bin Küchük, ki se je imel za vodjo razpadajoče Zlate horde, je leta 1472 prvič poskušal z vojsko od Ivana iztirjati davek, a je odnehal, ko ga je na reki Oki pričakala dobro razporejena ruska vojska. Potem se je povezal s poljsko-litvanskim kraljem Kazimirjem IV. Andrejem in leta 1480 poskusil znova. Med tem je Ivan sklenil zavezništvo z Mengli Gerajem. Ahmed je jeseni 1480 prodrl z veliko vojsko, 150.000 možmi in s topovi, do Oke in Ugre, kjer ga je spet pričakovala velika Ivanova vojska. Med tem ko je čakal, da se mu s svojo vojsko priključi poljski kralj, pa je Mengli Geraj napadel Kijev in onemogočil Kazimirju, da bi šel na pomoč svojemu zavezniku. Tako tudi to pot ni prišlo do spopada glavnin obeh vojska. Decembra so se Mongoli umaknili. Odtlej Ivan ni več čutil mongolskega pritiska; v diplomatskih stikih se je začel vesti kot samostojen vladar - samodržec. Spopadi med Poljsko-Litvo, Zlato hordo in Krimskim kanatom pa so se nadaljevali. Leta 1487 je Kazanski kanat prišel v odvisnost od Moskve.
Leta 1492 je umrl poljski kralj Kazimir IV.; zveza med Poljsko in Litvo je začasno razpadla. V Litvi ga je nasledil njegov mlajši sin, Aleksander. Ivan III. je ob tej priložnosti zasedel nekaj ozemlja ob zgornji Oki in Ugri ter okrog Vjazme in dal svojo hčerko Heleno Aleksandru za ženo. Ni pa hotel z zetom v boj proti svojemu zavezniku Mengli Geraju. Aleksander se je z Mengli Gerajem spopadel sam in doživel v Moldaviji hud poraz.
Ivan menda ni bil zadovoljen z odnosom Aleksandra do Helene in leta 1500 sta Ivan in Mengli Geraj ponovno napadla, Ivan Litvo in Mengli Geraj Kijev. Aleksander, ki je leta 1501 zaradi bratove smrti postal tudi poljski kralj, je leta 1503 sklenil z Ivanom mir, s katerim je Ivan dobil nekdanjo Černigovsko in del Smolenske kneževine, brez mesta Smolensk. Moskovska država je tedaj segala od tod do Finlandije, Belega in Pečorskega morja ter do (vključno) Severnega Urala.

## Poroka z bizantinsko princeso. Avtoritarni način vladanja.
S posredovanjem papeža Pavla II. se je Ivan leta 1472 poročil z bizantinsko princeso Sofijo (ali Zoe), ki je pred tem živela z očetom Tomom Paleologom

v pregnanstvu v Rimu. Ponosno in korpulentno princeso so Moskovčani in Ivan slavnostno sprejeli. S seboj je pripeljala množico knjig, rokopisov in ikon ter številne grške in italijanske strokovnjake, umetnike in diplomate, od katerih se je Moskva naučila mnogih strokovnih znanj in državniških modrosti. Dobila je naziv moskovske velike kneginje, ruska vladarska dinastija pa je po bizantinskem vzoru za svoj grb prevzela dvoglavega orla. Ruski dvorni ceremonial je začel posnemati bizantinskega.
Ivan se je začel čutiti za voditelja pravoslavja in naslednika bizantinskih cesarjev, pa tudi cerkveni veljaki so mu to vlogo priznavali
.
Kremelj je postal simbol ruske veličine in sinonim za rusko oblast. V letih 1475-79 je bolonjski arhitekt Aristotel Fioravento, ki je prišel v Moskvo s Sofijinimi strokovnjaki, v Kremlju zgradil Uspensko katedralo, tedaj najpomembnejšo cerkev v Rusiji; imela je 5 apsid in 5 kupol, v njej so pokopavali metropolite.
Ivan je v primerjavi s prejšnjimi vladarji ruskih kneževin močno spremenil način vladanja. Oblast je prevzel popolnoma v svoje roke. Bojarjem je odvzel zemljo in pristojnosti in centraliziral upravljanje. Tiste, ki jih je sumil nepokorščine, je hitro odstranil. Posesti je delil glede na zasluge in lojalnost. 
Leta 1497 je izdal zbornik sodnih zakonov (Sudebnik), ki je zaradi obilice telesnih kazni in mučenj, namenjenih pridobivanju dokazov, korak nazaj v primerjavi s prejšnjo Rusko pravico. Zakon je vpeljal sodne dvoboje, v katerih naj bi se izkazala resnica.
Ivan je ustvaril močno vojsko opremljeno s puškami in topovi. Vpeljal je diplomatsko službo. 
Ni se mnogo bojeval. Raje se je pogajal in spletkaril. Bil je pobožen in licemeren.Vsi so se ga neznansko bali (že njemu so pripisovali vzdevek "Grozni"). Zgodilo se je, da je na srečanjih z bojarji zaspal in nihče se ni upal premakniti, da ga ne bi zbudil. Leta 1500 je uničil najmočnejše bojarske rodbine. Vzdrževal je stike z mnogimi tujimi vladarji, cesarjema Svetega rimskega cesarstva Friderikom III. in Maksimilijanom I., madžarskim kraljem Matijo Korvinom, rimskim papežem in celo v Carigradu, pri sultanu Bajazidu II., je imel stalnega poslanca.

## Težave z nasledstvom
Ivan je bil trdno odločen končati tradicijo rodbinskih bojev za nasledstvo. Sina Ivana, ki ga je imel iz prvega zakona, je zelo zgodaj proglasil za svojega naslednika. Vendar je ta leta 1490 umrl za putiko (zdravil ga je judovski zdravnik, ki ga je pripeljal brat velike kneginje Sofije, kar je Ivanu vzbujalo neprijetne sume). Po smrti prvega sina se dolgo časa ni mogel odločiti med svojim vnukom, Ivanovim sinom Dimitijem (*1483), in svojim mlajšim sinom iz drugega zakona, Vasilijem. Leta 1498 se je odločil za Dimitrija in ga proglasil za velikega kneza - naslednika. Spletke v zvezi z nasledstvom pa so se na dvoru nadaljevale. Vmešavali sta se tudi obe materi. Leta 1502 se je Ivan premislil. Dimitrija je poslal v temnico (tam je leta 1509 umrl), Vasilija pa proglasil za naslednika. V oporoki je Vasilijevega brata Jurija zadolžil, da v primeru Vasilijeve smrti prepusti položaj velikega kneza tistemu Vasilijevemu sinu, ki ga bo Vasilij določil.

## Ivanovi otroci
Ivanu III. je prva žena Marija Borisovna (1442-67, domnevno zastrupljena), tverska princesa, rodila dva otroka, a mladost je preživel le: 
- Ivan (1458-90), carjevič.

Od dvanajstih otrok Ivanove druge žene, Sofije Paleolog (~ 1455-1503) so odraslo dobo dočakali:
- Helena (1476-1513)
- Vasilij III. (1479-1533), ruski car
- Jurij (1480-1536)
- Dimitrij Župka (1481-1521)
- Evdokija (1483/1492-1513)
- Feodosija (1485-1501)
- Simeon (1487-1518)
- Andrej Stariški (1490-1537). Njegov sin Vladimir Andrejevič Stariški (1533-1569) si je nekaj časa prizadeval, da bi v primeru smrti Ivana Groznega, ki ni imel kompetentnega naslednika, nasledil carja; po nalogu carja so ga obtožili, da je nameraval carja zastrupiti, in ga usmrtili.